# Belle Vie en Auge
Belle Vie en Auge is een gemeente in het Franse departement Calvados in de regio Normandië en het arrondissement Caen. De gemeente telde 545 inwoners op 1 januari 2022.

## Geschiedenis
Belle Vie en Auge is op 1 januari 2017 ontstaan door de fusie van de gemeenten Biéville-Quétiéville en Saint-Loup-de-Fribois.

## Geografie
De oppervlakte van Belle Vie en Auge bedraagt 23,57 vierkante kilometer; Op 1 januari 2022 was de bevolkingsdichtheid 23,1 inwoners per km².
De onderstaande kaart toont de ligging van Belle Vie en Auge met de belangrijkste infrastructuur en aangrenzende gemeenten.
Auvillars · Beaufour-Druval · Belle Vie en Auge · Beuvron-en-Auge · La Boissière · Bonnebosq · Cambremer · Castillon-en-Auge · Condé-sur-Ifs · Drubec · Formentin · Le Fournet · Gerrots · Hotot-en-Auge · La Houblonnière · Léaupartie · Lessard-et-le-Chêne · Manerbe · Méry-Bissières-en-Auge · Le Mesnil-Eudes · Le Mesnil-Simon · Mézidon Vallée d'Auge · Les Monceaux · Montreuil-en-Auge · Notre-Dame-d'Estrées-Corbon · Notre-Dame-de-Livaye · Le Pré-d'Auge · Prêtreville · Repentigny · La Roque-Baignard · Rumesnil · Saint-Désir · Saint-Germain-de-Livet · Saint-Jean-de-Livet · Saint-Martin-de-Mailloc · Saint-Ouen-le-Pin · Saint-Pierre-des-Ifs · Valsemé · Victot-Pontfol